# OK K.O.! Legyünk hősök!
Az OK K.O.! Legyünk hősök! (eredeti cím: OK K.O.! Let's Be Heroes) 2016 és 2019 között futott amerikai televíziós számítógépes animációs vígjátéksorozat, amelynek alkotója Ian Jones-Quartey.
Egyesült Államokban 2016. február 4-én mutatta be a Cartoon Network. Magyarországon pedig 2017. szeptember 25-én, a helyi Cartoon Networkön.

## Cselekmény
201X-ben, egy retro-futurisztikus évben játszódik. K.O. a világ legnagyobb hösé akár válni, miközben a Gar's Bodegaban dolgozik a Lakewood Plaza üzletében. Legjobb barátai és munkatársai, Radicles, egy nárcisztikus földönkívüli, és Enid, egy nindzsaszerű lény.

## Szereplők

### Főszereplők
| Szereplő   | Eredeti hang                                           | Magyar hang                                      |
| ---------- | ------------------------------------------------------ | ------------------------------------------------ |
| K.O.       | Stephanie Nadolny (1. hang) Courtenay Taylor (2. hang) | Csiby Gergely                                    |
| Enid       | Ashly Burch                                            | Gyöngy Zsuzsa                                    |
| Rad        | Ian Jones-Quartey                                      | Rada Bálint                                      |
| Dynamite   | Mary Elizabeth McGlynn                                 | Solecki Janka                                    |
| Carol      | Kate Flannery                                          | Zakariás Éva                                     |
| Dendy      | Melissa Fahn                                           | Andrusko Marcella (1. hang) Köves Dóra (2. hang) |
| Judy       | Melissa Villaseñor                                     | Mics Ildikó                                      |
| Mr. Gar    | David Herman                                           | Tóth Zoltán (1. hang) Galbenisz Tomasz (2. hang) |
| Lord Kocka | Jim Cummings                                           | Háda János                                       |

### Vendég szereplők
| Szereplő             | Eredeti hang                                          | Magyar hang                                                 | Elsö megjelenés                   |
| -------------------- | ----------------------------------------------------- | ----------------------------------------------------------- | --------------------------------- |
| Hero                 | Michael Sinterniklaas                                 | ?                                                           | RPG World                         |
| A bolygó kapitánya   | David Coburn                                          | Laklóth Aladár                                              | A bolygó kapitánya                |
| Kwame                | LeVar Burton                                          | Kassai Károly                                               | A bolygó kapitánya                |
| Fantazma             | Russi Taylor                                          | ?                                                           | Scooby-Doo és a vámpírok iskolája |
| Szibella             | Susan Blu                                             | ?                                                           | Scooby-Doo és a vámpírok iskolája |
| Frankenstein Elza    | Pat Musick                                            | ?                                                           | Scooby-Doo és a vámpírok iskolája |
| Winnie               | Natalie Palamides                                     | ?                                                           | Scooby-Doo és a vámpírok iskolája |
| Tanis                | Kristen Li                                            | ?                                                           | Scooby-Doo és a vámpírok iskolája |
| Gránát               | Estelle                                               | Nádasi Veronika                                             | Steven Universe                   |
| Ben Tennyson         | Tara Strong (emberként) John DiMaggio (Csupakéz-ként) | ifj. Boldog Gábor (emberként) Faragó András (Csupakéz-ként) | Ben 10                            |
| Raven                | Tara Strong                                           | Nemes Takách Kata                                           | Tini titánok, harcra fel!         |
| Sonic, a sündisznó   | Roger Craig Smith                                     | Baráth István                                               | Sonic the Hedgehog                |
| Miles "Tails" Prower | Colleen Villard                                       | Pálmai Szabolcs                                             | Sonic the Hedgehog 2              |

## Epizódok
| Évad | Évad        | Epizód | Hivatalos premier  | Hivatalos premier   | Magyar premier       | Magyar premier     |
| Évad | Évad        | Epizód | Évadpremier        | Évadfinálé          | Évadpremier          | Évadfinálé         |
| ---- | ----------- | ------ | ------------------ | ------------------- | -------------------- | ------------------ |
|      | Minisorozat | 18     | 2016. február 4.   | 2017. november 28.  | 2017. szeptember 25. | TBA                |
|      | 1           | 53     | 2017. augusztus 1. | 2018. április 6.    | 2017. november 6.    | 2018. december 25. |
|      | 2           | 38     | 2018. május 5.     | 2019. június 30.    | 2018. december 26.   | 2019. augusztus 9. |
|      | 3           | 20     | 2019. július 7.    | 2019. szeptember 6. | 2020. január 27.     | 2020. február 10.  |